# Hamsas
Hamsas är ett naturreservat i Sandvikens kommun i Gävleborgs län.
Området är naturskyddat sedan 2014 och är 57 hektar stort. Reservatet består huvudsakligen av gammal granskog med inslag av tallbevuxen myr. Även lövträd finns i reservatet.